# シリアルキラー

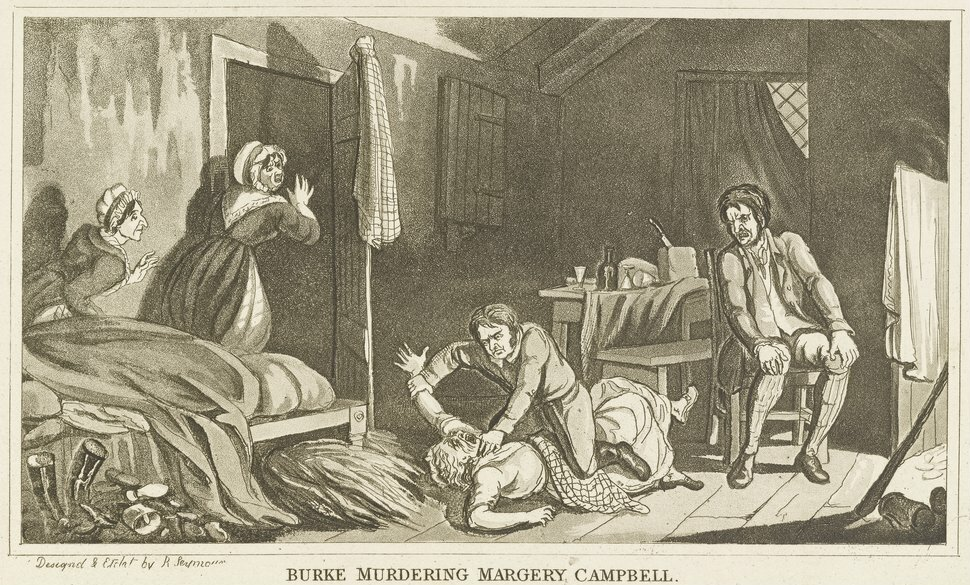
イギリスの連続殺人犯ウイリアム・バークがマーガレット・ドチャーティ（別名マーガレット・キャンベル）を殺害する様子を描いたイラスト

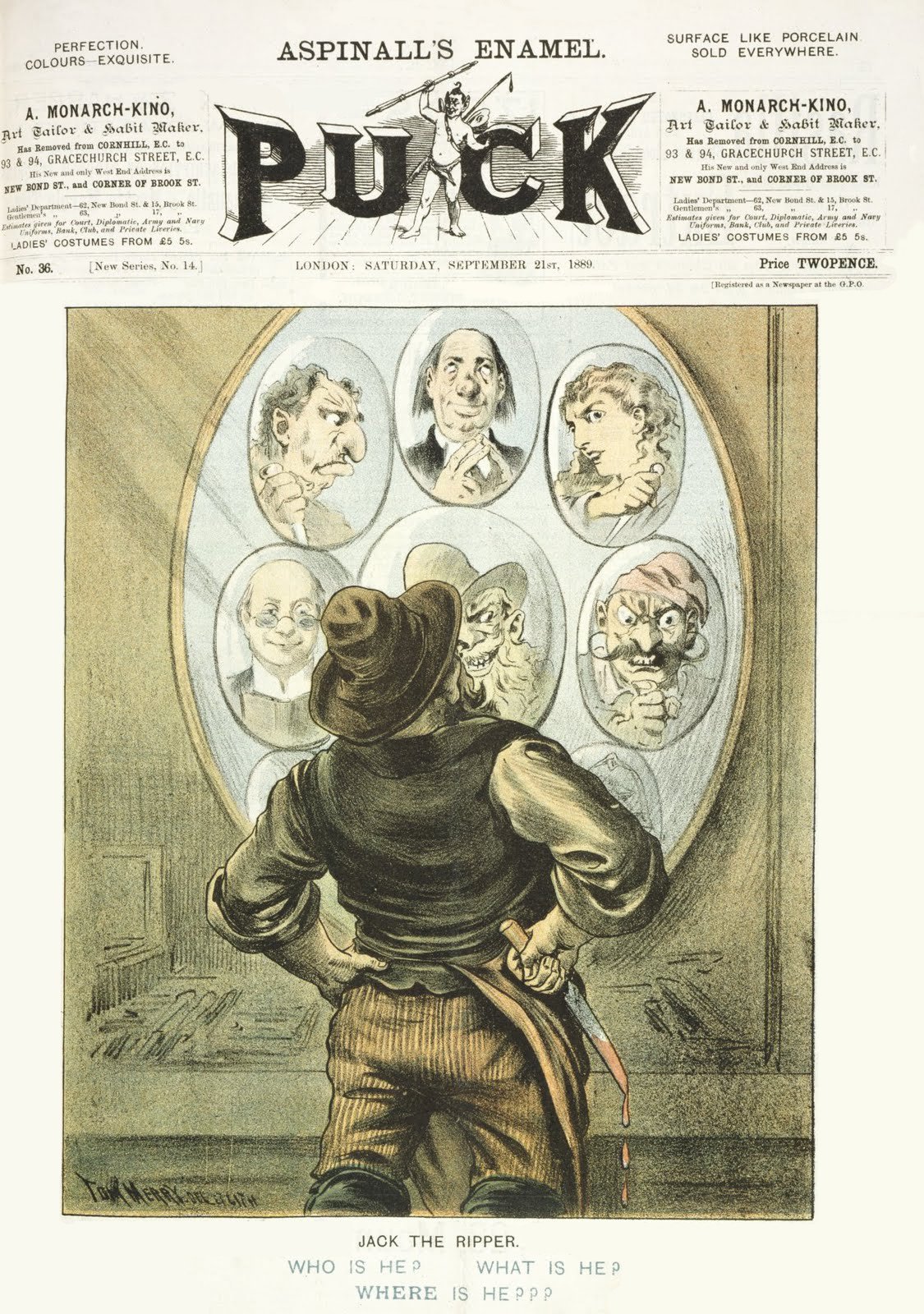
切り裂きジャックの正体に関する憶測: パック誌の1889年9月21日号の表紙。イラスト/ウィリアム・メチャム

シリアルキラー（英: serial killer）とは、一般的に異常な心理的欲求のもと、1か月以上にわたって一定の冷却期間をおきながら複数の殺人を繰り返す連続殺人犯に対して使われる言葉である。
ほとんどの連続殺人は心理的な欲求を満たすためのもので、被害者との性的な接触も行われるが、動機は必ずしもそれに限らない。猟奇殺人や快楽殺人を繰り返す犯人を指す場合もある。自らの犯行であることを示す手口やなんらかの固有のサインを残すこともあり、その被害者たちの外見や職業、性別などに何らかの共通点が見られる場合もある。

## 概要・定義

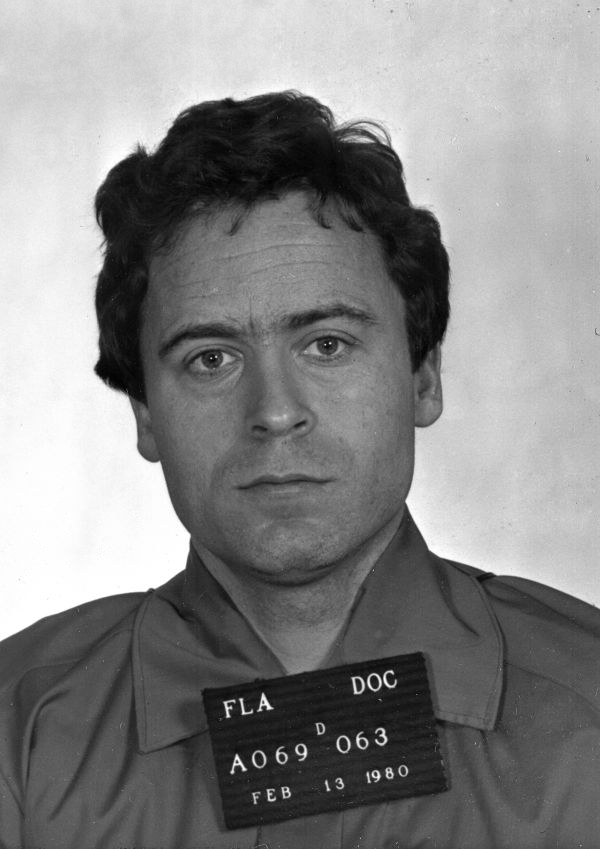
テッド・バンディ。シリアルキラーという言葉は彼を表現するために考え出された。

「シリアルキラー」という英単語は、元FBI捜査官のロバート・K・レスラーが、テッド・バンディ（Theodore Robert Bundy、米国で36人以上の女性を殺害した連続殺人犯、1989年死刑執行）を表すために1984年9月に提唱したとされている。同様の意味を持つシリアルマーダラー (serial murderer)、シリアルホミサイド (serial homicide) などは以前から使用されてきた。
シリアルキラーの定義は複数あるが、FBIのレポートによると、下記の共通項にまとめられる。
- 1人、稀に複数人による犯行
- 2人以上の殺人の被害者がいること
- 殺人事件が、それぞれ別個のものであり、別の時に起きていること
- 犯行が一定の間隔を置いて行われることが大量殺人 (mass murder) と連続殺人 (serial murder) を区別する

シリアルキラーは、複数の殺人を一定の期間（冷却期間）を置いて淡々と（シリアルに）繰り返すのが特徴である。一度に多数の人間を殺害する場合（FBIの定義では1日以内に4人以上）は大量殺人に分類され、その犯人を大量殺人犯、大量殺人者 (Mass murderer) という。さらに、短時間内に2か所以上の場所で殺人を犯した者はスプリー・キラーと呼ばれ、これも区別される。
被害者の人数については、少なくとも3人以上の殺人の被害者がいることをもってシリアルキラーとしての定義を満たすと、専門家によって広く考えられている。法的にも、1998年に米国議会で制定された、H.R.3494 - Protection of Children From Sexual Predators Act of 1998の中で、「ここでいう連続殺人 (serial killings) とは、連続した3件以上の殺人で、そのすべてが米国内で行われ、犯行が同一の犯人または犯人たちによって行われたと合理的に推察されるもの」としている。
2005年、FBIはテキサス州サンアントニオで学際的シンポジウムを開催した。これは、連続殺人に関する知識の共通点を特定する目的で、さまざまな分野から135人の連続殺人専門家を集めたものである。同グループはまた、FBI捜査官がその標準として広く受け入れている連続殺人の定義についても「別々の事件における同じ犯罪者による2人以上の犠牲者の不法殺害」とまとめた。しかし、この定義は殺害の動機を考慮に入れておらず、冷却期間を定義していない。

## 動機
FBIのリポートによれば、シリアルキラーの殺害の動機は多くの場合、異常心理に基づく欲望を満たす為の一種の快楽殺人である。ただ、その直接の動機は性的なものだけに限らず、怒り、営利、スリルや注目を浴びるため、といったものも含まれるという。FBI行動科学部のロバート・R・ヘイゼルウッドは、シリアルキラーの動機を「自尊欲求の充足」としている。つまり他者に対する「権力欲求や憤慨欲求、コントロールへの欲求」に基づき自らの力を被害者に投射し、誇示することによって自らの欲望を満たすもので、その犯罪行為（「自尊犯罪」）の一環として強姦や遺体損壊などが伴う場合があるということである。そのため多くの場合、被害者が身に着けていた装飾品や遺体の一部を「トロフィー（記念品・戦利品）」として保管していることがある。
シリアルキラーの動機は一般的に言って以下の4つのカテゴリーに分けられるという。個々のシリアルキラーの動機はそれぞれオーバラップすることがある。

### ビジョナリー（幻想）
ビジョナリーのタイプは、しばしば精神病的な症状を示し、現実から外れており、別の人格を主張したり、別の何か神だったり悪魔だったりに唆された、許可された、と主張したりする。テレパシーで通信したハーバート・マリンがそのタイプで、社会に溶け込めていない人格の持ち主のことが多い。

溶け込める様、促す社会が成り立ってない国に現れやすい。 。

### ミッション系（使命感）
ミッションのタイプは、一般的に「望ましくない」と規定する一定のタイプの人々を排除するためといって自己の行為を正当化する。その被害者は、ホームレスや前科者、同性愛者、薬物中毒者、売春婦、または特定の人種または宗教に属する人々などである。このタイプは特に精神病的な気質を示さない。一部のものは自分が社会を変える、社会の病を治すのだと思っている。

### 快楽主義者
このタイプのシリアルキラーは、殺人によってスリルや快感を得、人を単なるその手段・対象としか見ない。法心理学者は、"性欲"、"スリル"、"快適な生活のため（営利）"の三つの子タイプに分けている。

#### 性欲
このタイプはセックスが主要な動機で、被害者が死んでいようがこだわらない。自らのファンタジーが重要な役割を果たす。性的シリアルキラーは被害者に対する絶対的なコントロール、支配、権力を持つ心理的欲求があり、拷問など痛みを与えつつ死に至らしめる欲求がある。通常、被害者との密の接触を要するナイフや手を使って犯行に及ぶ。犯行が続くにつれて、通常、殺人の間隔が短くなるか、さらなる刺激を必要とするようになる、またはその両方の場合がある。

#### スリル
このタイプのスリル殺人は、被害者たちに痛みや恐怖を与える事で刺激や興奮を得る。スリル殺人では通常、性的コンタクトは発生せず、被害者はランダムに選ばれる。このタイプのシリアルキラーは長期間、殺人を控えることも出来る。犯行を重ねるごとに手口が向上し、完全犯罪を目指し自分は捕まらないと考える。ロバート・ハンセンがそのタイプである。ゾディアック事件でも、「殺人はセックスよりもよい。もっともスリルを与えてくれる」と書いた手紙を新聞社に送っている。カール・ユージン・ワッツはその被害者から「楽しんで興奮していた」と証言されている。

#### 快適な生活のため（営利）
物質的な営利、または快適な生活を求めるが故の動機。通常、被害者は家族や親しい知り合いである。疑われないように、殺人の間隔をあけて疑いが晴れるのを待つ。しばしば毒殺という方法をとる。女性のシリアルキラーはしばしばこのタイプである。全員が、とは限らない。

### 力の誇示・コントロール
このタイプのシリアルキラーの主な目的は、被害者に対する権力の投射・誇示である。このタイプのシリアルキラーは幼少期に虐待されていることがあり、大人になって無力感や物足りなさを感じている場合がある。この権力・コントロール系のシリアルキラーの多くは性的虐待を加えるが、その強姦は（性欲タイプのシリアルキラーと異なり）性欲に基づくものではなく支配することの形態の一つであるという違いがある。テッド・バンディがこのタイプのシリアルキラーであると言える。

## 犯人像
大多数のシリアルキラーは、一見したところ普通の人で、仕事や家庭・子供を持ち、通常の社会の一員として暮らしている。また、特定の人種に偏りはなく、その国の人種構成に比例する。多くの場合、さまざまな程度の精神障害や精神病質を患っており（いわゆるサイコパス）、それが殺人行動に寄与している可能性がある。家族による精神的、身体的、性的な虐待を経験しており、不安定な家庭の出身者も多い。また、少年・青年時代に頻繁にいじめに遭い、社会的な隔離を受けていることもある。動物を虐待していた者も見られる。詐欺、窃盗、破壊行為などの犯罪に関与している者もいる。

### 類型
FBIの「犯罪分類マニュアル」によると、シリアルキラーは以下の3つのカテゴリーに分かれる。
- オーガナイズド型
- ディスオーガナイズド型
- 混合型

オーガナイズド型のシリアルキラーは、自らの犯行を綿密に計画する。例えば被害者を誘拐し、殺害したのち、別の場所に遺棄する。しばしば被害者の同情心に訴えるような手を使い被害者を誘い込む。または、他人に自主的についていくのが職業である売春婦を狙う。このようなシリアルキラーは犯罪現場についてもしっかりと証拠隠滅を図る。法科学についての知識もあり、遺体を埋めたり、重石をつけて川に沈めたりする。メディアで報道される自らの犯罪について注意深く把握し、しばしば自らの誇りにする。オーガナイズド型のシリアルキラーは社会スキルや人間関係を維持する能力が高く、友人や恋愛関係、結婚し家庭を築き、子供もいる。このタイプのシリアルキラーが、逮捕後に周囲から「親切でまさか人を傷つけるような人には見えなかった」などと言われるタイプである。テッド・バンディやジョン・ゲイシーがこのオーガナイズド型に分類される。一般的に言ってこのタイプのIQは全体平均（94.7）前後である。

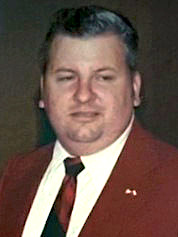
殺人ピエロ
ジョン・ゲイシー

ディスオーガナイズド型のシリアルキラーは、通常はるかに衝動的である。しばしば、その場にあるものを使い殺害に及ぶ。大抵、遺体を隠そうともしない。無職だったり一匹オオカミタイプで友人も少なかったりする。しばしば精神障害があったり、その犯行のきまった手口はないのが手口といった具合でしばしば過剰な暴力と、ときに屍姦や性的暴行を伴う。ディスオーガナイズド型のシリアルキラーは、オーガナイズド型より、わずかに低いIQ92.8である
混合型は、上記２種の混合で、オーガナイズド型がディスオーガナイズド型に変化する場合もありうる。

### 医療従事者
『死の天使』型といい、医療従事者による連続殺人は、世界的に多くの事例がある。もともと看護業界に多く、弱者に対しケアを提供する強い立場と医療の知識を悪用して犯行に及ぶ。

### 女性

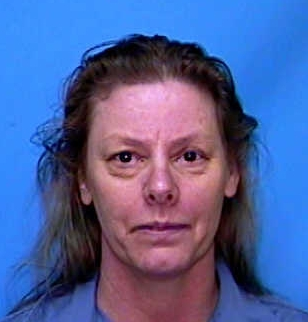
女性シリアルキラー
アイリーン・ウォーノス

女性のシリアルキラーは男性のそれと比べて稀である。女性のシリアルキラーは、アメリカでは1800年から2004年の間に6人の連続殺人犯に1人以下（416名の既知女性犯罪者のうち64名）、アメリカの連続殺人犯のうち15%が女性で被害者総数は427人から612人の間とされる。女性の連続殺人犯についての本「Lethal Ladies」の著者アマンダ・L・ファレル、ロバート・D・ケッペル、ヴィクトリア・B・ティンティントンは、「司法省は、前世紀の間に36人の女性連続殺人犯が活動していると指摘している」と書いている。The Journal of Forensic Psychiatry & Psychologyは、すべての連続殺人犯のうち16%が女性であるという証拠を示している。

## 歴史
歴史犯罪学者は、中世にもシリアルキラーが存在したと示唆している。 また狼男やバンパイア(吸血鬼)などの怪人の伝説は中世のシリアルキラーをモデルに作られたとされている。世界最古のシリアルキラーとされている人物は紀元前144年から116年にかけて殺人を繰り返した前漢(現:中国)の劉彭離という王子とされている。9世紀にはアッバース朝の「バグダッドの絞殺魔」と言う無数の女性を絞殺した氏名不詳の男が逮捕された。

世界最古のシリアルキラーである劉彭離

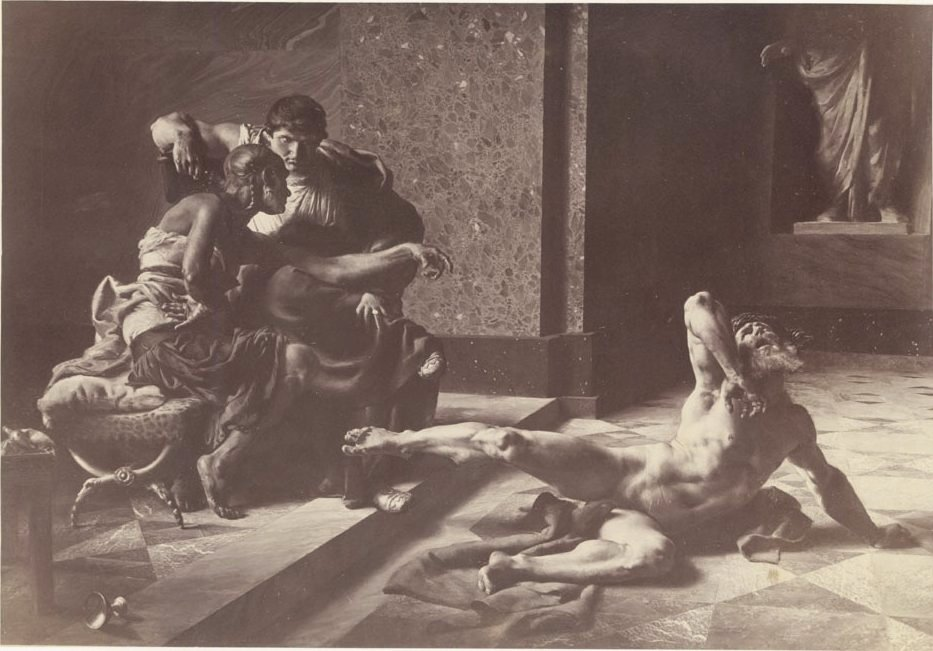
古代ローマの悪名高き毒殺者ロクスタ、ネロの前で毒を被害者で試すロクスタを描いた絵画

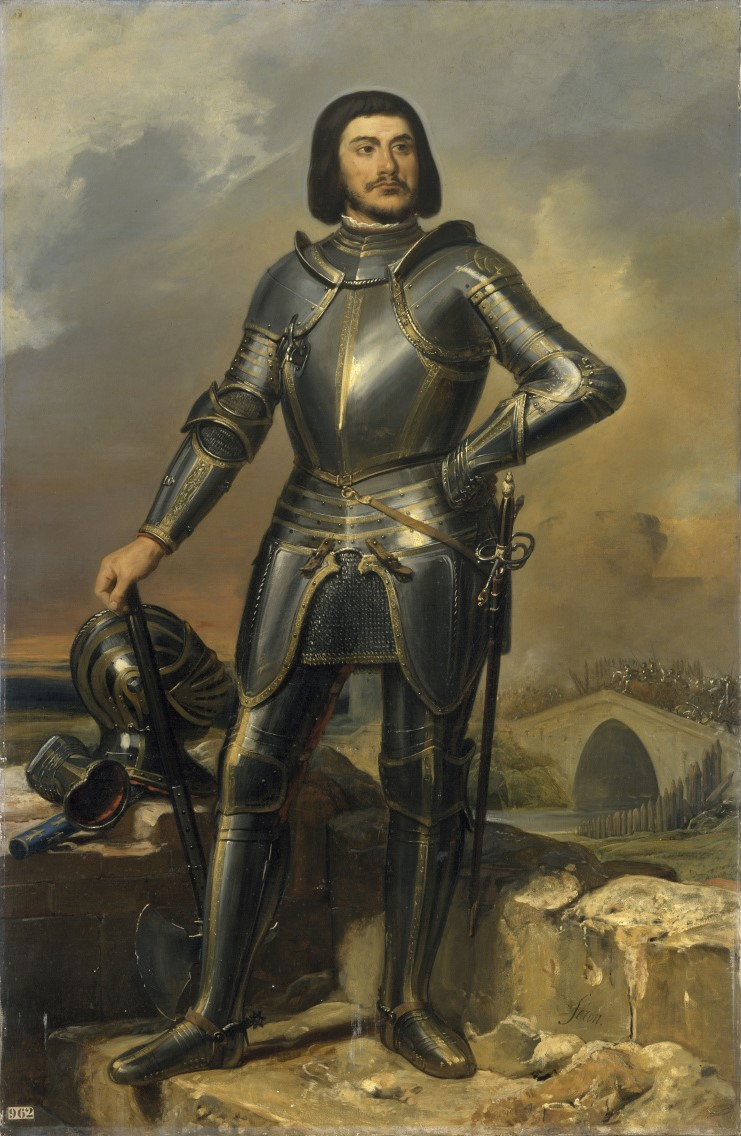
数え切れない程の少年を殺害したフランスの貴族のジル・ド・レ

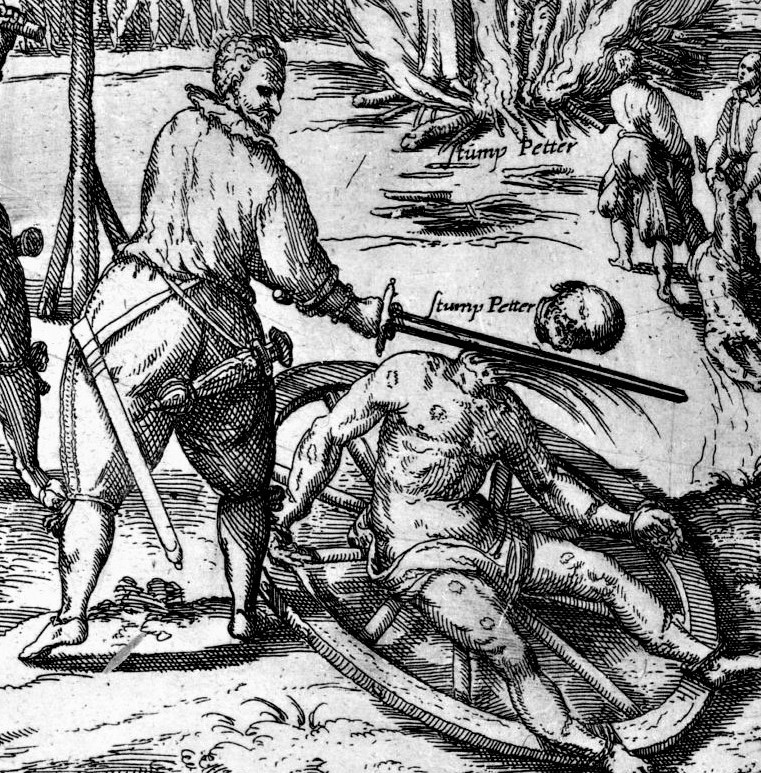
狼男伝説の始まりとして知られているペーター・シュトゥンプの斬首刑の執行を描いた木版画

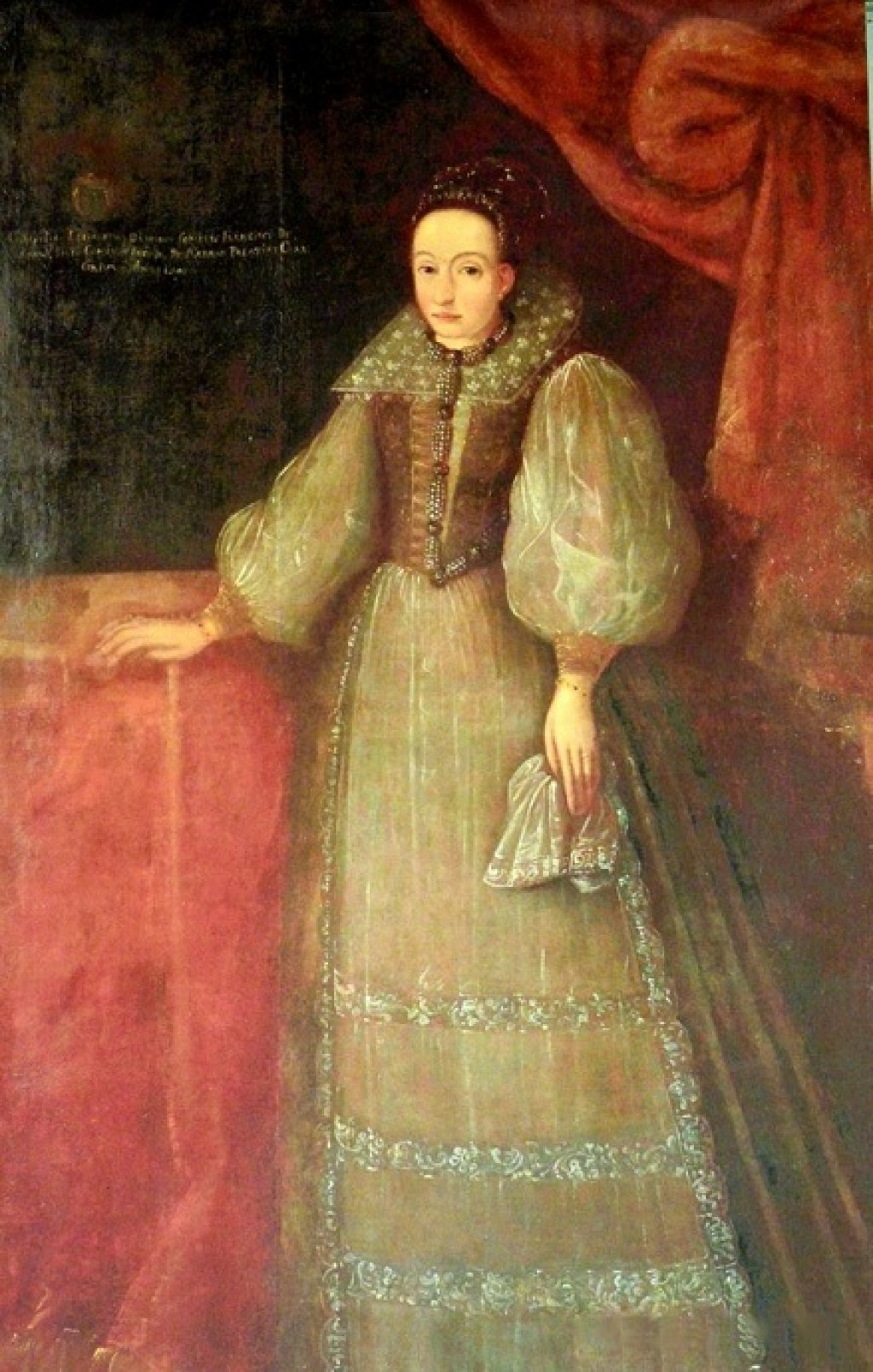
数百人の召使いの少女を拷問して殺害したハンガリーの貴族のエリザベート・バートリー

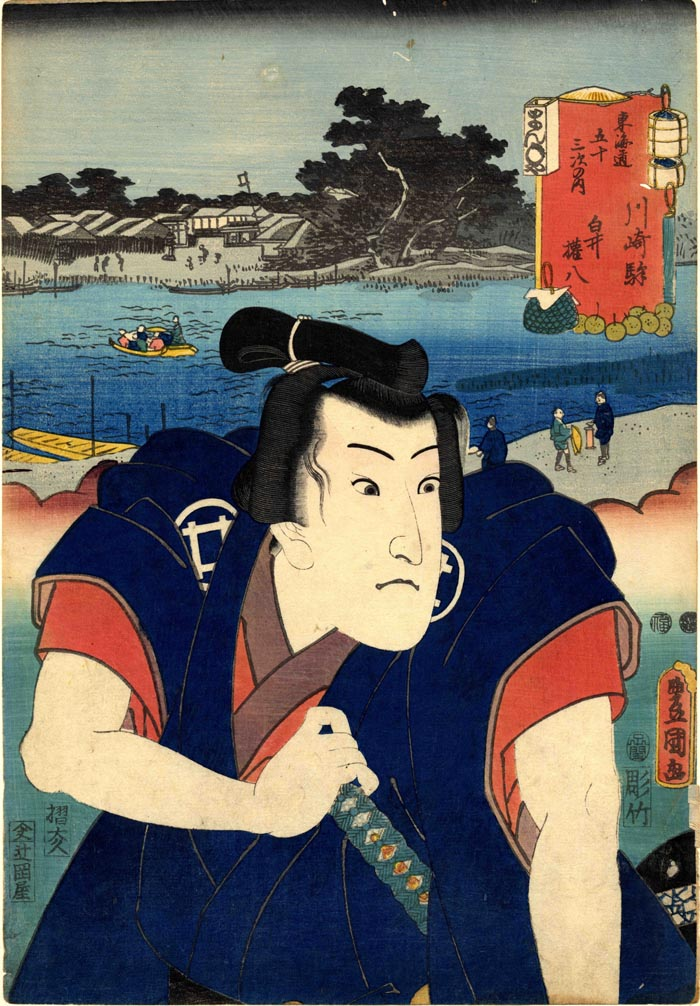
白井権八として知られ、17世紀の日本（徳川幕府）にて強盗殺人を繰り返し130人から185人を超える人々を殺害した江戸時代の侍の平井権八

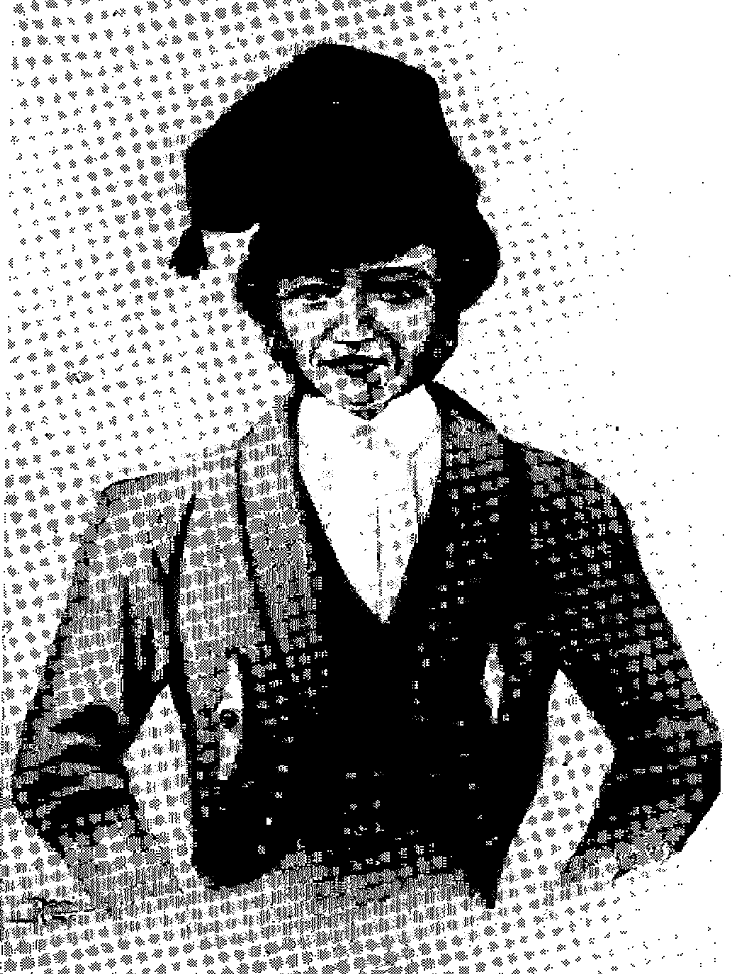
ポルトガル史上最悪のシリアルキラー、ディオゴ・アルヴェス、処刑後に研究目的で頭部がホルマリン漬けにされ現在もリスボンの医療博物館に展示されている

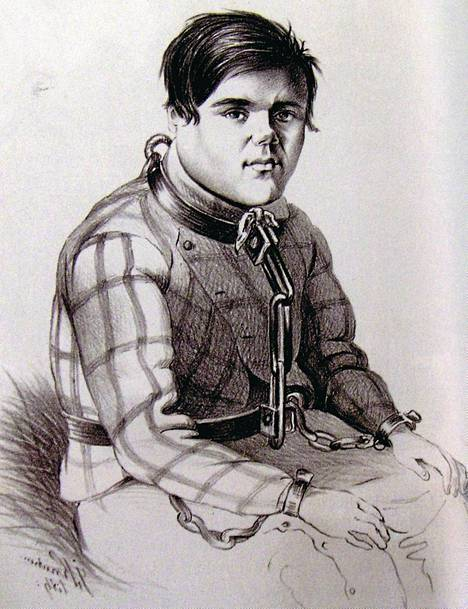
19世紀フィンランドにて5週間の間に12人を殺害したジュハニ・アタミンポイカ、フィンランド初のシリアルキラーとして知られている

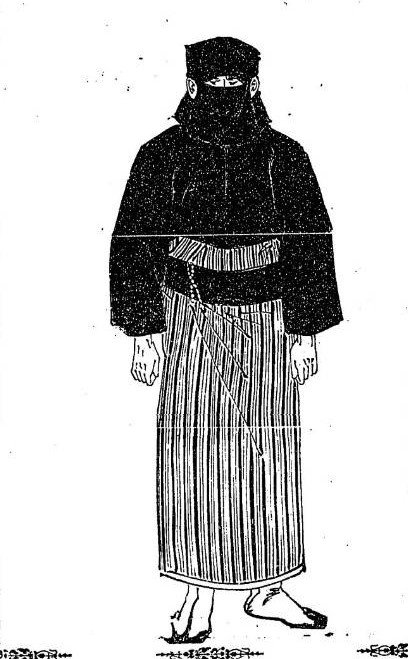
日本で初めてピストルを犯罪に使用した近代日本初のシリアルキラーとされる清水定吉

## 有名なシリアルキラー
以下、50音順に述べる。

### 日本
- 李珍宇：（1958年8月17日 - 1958年9月1日／小松川事件）
- 岩淵熊次郎：（1926年8月20日 - 1926年9月30日／鬼熊事件）
- 梅川昭美：大竹市強盗殺人事件（1963年）・三菱銀行人質事件（1979年）
- 死刑判決を受けたオウム真理教の幹部達[40]：オウム真理教事件  (1980年代 - 1990年代)
- 大久保清
- 大西性次郎：（1925年11月- 1925年12月／ピス健事件）
- 大米龍雲
- 小田島鐵男と犯人MK：マブチモーター社長宅殺人放火事件（2002年／警察庁広域重要指定124号事件）
- 勝田清孝：7件の連続強盗殺人事件（1972年9月 - 1980年7月）・警察庁広域重要指定113号事件（1982年10月 - 1983年1月）
- 川俣初太郎：（1932年 - 1933年／目黒貰い子殺人事件）
- 小林カウと犯人OK：ホテル日本閣殺人事件（1952年10月2日 – 1960年12月31日）
- 木嶋佳苗
- 栗田源蔵
- 小平義雄
- 酒鬼薔薇聖斗
- 坂本慶次郎：（1932年 - 1933年／連続稲妻強盗殺人事件）
- 清水定吉：（1882年 - 1886年／ピストル強盗定吉）
- 杉村サダメ：（1960年11月 - 1960年12月／女性連続毒殺魔事件）
- 永山則夫：連続ピストル射殺事件（1968年 - 1969年／警察庁広域重要指定108号事件）
- 西口彰
- 野口男三郎：臀肉事件(1902年 - 1905年)
- 野村悟：工藤會による市民襲撃事件（1998年2月 - 2014年5月)
- 馬場勝太郎：（1905 - 1907年／肝取り勝太郎事件）
- 廣田雅晴[注 1]：京都・大阪連続強盗殺人事件（1984年／警察庁広域重要指定115号事件）[42]
- 平井権八：江戸時代の侍による連続強盗殺人事件(1672年 - 1678年?)
- 古谷惣吉と少年SN：福岡県内における連続強盗殺人事件（1951年）・警察庁広域重要指定事件105号事件（1965年）
- 吹上佐太郎：吹上佐太郎事件（1922年 - 1923年）
- 堀慶末：碧南市パチンコ店長夫婦殺害事件（1998年）・闇サイト殺人事件（2007年）
- 松本智津夫：オウム真理教事件（1980年代 - 1990年代）
- 宮﨑勤：東京・埼玉連続幼女誘拐殺人事件（1988年 - 1989年／警察庁広域重要指定117号事件）

### 日本以外
- アイリーン・ウォーノス
- アーサー・シャウクロス
- アーチボルド・ホール
- アナトーリ・オノプリエンコ
- アメリア・ダイアー（英語版）
- アルバート・フィッシュ
- アレクサンドル・ピチュシキン
- アンドルー・クナーナン
- アンドレイ・チカチーロ
- アンリ・デジレ・ランドリュー
- イアン・ブレイディ
- イスラエル・キーズ
- イ・チュンジェ
- ウィリアム・ボニン
- ウィリアム・ユネック
- ウェイン・ウィリアムズ
- ヴェルナー・クニーセク
- ヴェルマ・バーフィールド
- エド・ゲイン
- エドモンド・ケンパー
- エフレン・サルディヴァー
- エリザベス・ウェットローファー
- オイゲン・ヴァイトマン
- カール・グロスマン（英語版）
- カール・デンケ
- カール・パンズラム
- カルロス・ロブレド・プッチ（英語版）
- カンパティマール・シャンカリヤ（英語版）
- キム・ソンジャ
- 切り裂きジャック
- キングズベリー・ランの屠殺者
- クリステン・ギルバート
- グレアム・ヤング
- ゲイリー・ハイドニック
- ゲイリー・リッジウェイ
- ケネス・マクダフ
- ゴードン・ノースコット
- ゴンサレス姉妹
- サミュエル・リトル
- ジェニーン・ジョーンズ
- ジェフリー・ダーマー
- ジェリー・ブルードス
- ジェーン・トッパン
- ジャック・ウンターベガー
- ジャベド・イクバル（英語版）
- ジャンヌ・ウェバー
- ジョエル・リフキン
- ジョセフ・ディアンジェロ
- ジョゼフ・ナーソ
- ジョゼフ・フランクリン
- ジョー・ボール
- ジョン・アレン・ムハンマド
- ジョン・クリスティ（英語版）
- ジョン・ゲイシー
- ジョン・ヘイグ
- ジル・ド・レ
- ステファン・レッテル
- スティーブ・ライト
- セルゲイ・タカク
- ソー・クリスチャンセン
- ソニー・ビーン
- ダニエル・カマルゴ・バルボサ
- ダニー・ローリング
- ダリヤ・サルトゥイコヴァ
- チャールズ・カレン
- チャールズ・チータット・ン
- チャールズ・ハッチャー
- チャールズ・ホイットマン
- チョン・ナムギュ
- ディーン・コール
- テッド・バンディ
- デニス・レイダー
- デビッド・バーコウィッツ
- ドナート・ビランチャ
- ド・ブランヴィリエ侯爵夫人
- トマス・ニール・クリーム（英語版）
- トミー・リン・セルズ（英語版）
- ナニー・ドス
- ニコライ・デュマガリエフ
- ニールス・フーゲル
- ニューオーリンズの斧男
- ハイルブロンの怪人
- バートリ・エルジェーベト
- ハーバート・マリン
- ハロルド・シップマン
- ビヴァリー・アリット
- ピーター・サトクリフ
- ピーター・トービン
- ビリー・ザ・キッド
- ブライリー兄弟（英語版）
- ブラッディー・ベンダーズ（英語版）
- フリッツ・ハールマン
- ブルーノ・リュートケ
- フレデリック・ウェスト
- H・H・ホームズ
- ペーター・キュルテン
- ペドロ・パブロ・ナカダ・ルデニャ
- ペドロ・ロドリゲス・フィリオ（英語版）
- ペドロ・ロペス
- ベーラム (タギー)
- ベル・ガネス（英語版）
- ヘンリー・リー・ルーカス
- ボニーとクライド
- マイラ・ヒンドリー
- マーサ・ワイズ
- マルク・デュトルー
- マルセル・プショー
- ミシェル・フルニレ
- ミハイル・ポプコフ（英語版）
- メアリー・アン・コットン
- メアリー・ベル
- モハメド・ビジェ
- ヤン・シンハイ（英語版）
- ユージーン・ブレット
- ユ・ヨンチョル
- ヨアヒム・クロル
- ランドルフ・スティーブン・クラフト
- リチャード・チェイス
- リチャード・ラミレス
- ルイス・ガラビート
- ロドニー・アルカラ
- ロバート・ハンセン
- ロバート・ピックトン（英語版）
- ロバート・ベルデラ
- ロバート・ベン・ローズ

## シリアルキラー関連の事件

### 日本（事件）
- 尼崎事件
- 秋田児童連続殺害事件
- オウム真理教事件
- 大口病院連続点滴中毒死事件
- 大阪愛犬家連続殺人事件 - 警察庁広域重要指定120号事件
- 大阪・愛知・岐阜連続リンチ殺人事件
- 大阪姉妹殺害事件・山口母親殺害事件 - 同一犯による犯行。
- 大阪連続バラバラ殺人事件 - 警察庁広域重要指定122号事件
- 鬼熊事件
- 大牟田4人殺害事件
- 川崎老人ホーム連続殺人事件
- 関西青酸連続死事件
- 北関東連続幼女誘拐殺人事件 - 冤罪事件となった足利事件も含まれている。
- 北九州監禁殺人事件
- 熊谷連続殺人事件 - 加害者の兄は「ペルー史上最悪の殺人鬼」ペドロ・パブロ・ナカダ・ルデニャ
- 京都・大阪連続強盗殺人事件
- 警察庁広域重要指定118号事件
- 警察庁広域重要指定121号事件
- 寿産院事件
- 混血少年連続殺人事件 -警察庁広域重要指定106号事件
- 埼玉愛犬家連続殺人事件
- 堺市連続強盗殺人事件
- 佐賀女性7人連続殺人事件
- 座間9人殺害事件
- 自殺サイト殺人事件
- 新宿歌舞伎町ラブホテル連続殺人事件
- スナックママ連続殺人事件 - 警察庁広域重要指定119号事件
- 東京切り裂きジャック事件
- 東京・柳島自転車商一家殺人事件・女子中学生連続強姦殺人事件 - 同一犯による犯行。
- 寺津村連続保険金殺人事件
- 鳥取連続不審死事件
- 富山・長野連続女性誘拐殺人事件 - 警察庁広域重要指定111号事件
- 長野・愛知4連続強盗殺人事件
- 浜松連続殺人事件
- 広島タクシー運転手連続殺人事件
- 福岡3女性連続強盗殺人事件
- 藤沢市母娘ら5人殺害事件 - 警察庁広域重要指定112号事件
- 不凍液連続殺人事件
- 本庄保険金殺人事件
- 山口連続殺人放火事件
- 西口彰事件

### 日本以外（事件）
- ウクライナ21
- イプスウィッチ連続殺人事件
- 至尊派連続殺人事件
- ソウル西南部連続殺人事件
- ゾディアック事件
- トロント連続殺人事件
- 華城連続殺人事件
- バークとヘア連続殺人事件
- フィレンツェの怪物事件
- ムーアズ殺人事件
- ボストン絞殺魔事件
- ホワイトチャペル殺人事件
- ラトクリフ街道殺人事件
- ラインツ病院患者連続殺人事件
- ロングアイランドの連続殺人鬼